# Анри I (Навара)
Анри I Наварски, Енрике I Дебелия (на френски: Henri le Gros, на испански: Enrique el Gordo; * ок. 1244; † 22 юли 1274, Памплона), e граф Шампан и Бри (Анри III), крал на Навара (като Енрике I Дебелия от 1270 година).

## Произход и ранни години
Анри е малкия син на Теобалд I Наварски и Маргарита дьо Бурбон.
В периода на управлението на неговия голям брат Теобалд II, Анри изпълнява задълженията на управител по време на многочислените отсъствия на Тибо и е обявен за наследник на своя бездетен брат, който умира на 4 декември 1270 година.

## Крал на Навара (1270 – 1274)
Възцаряването му в Памплона се състои през март 1271 година, а коронацията е отложена до май 1273. След коронацията дава васална клетва към крал Филип III Френски, като граф на Шампан.
Неговото въздигане на престола съвпада с такъв икономически подем на Навара, който не се е случвал на Пиренеите. Но според Парижкия договор от 1259 година англичаните получават права над Гаскон, което фактически отрязва достъпа до океана на Навара (оттогава Франция е съюзник на Навара, а не на Англия).

### Брак с Бланш д’Артоа
През 1269 година Анри I се жени за Бланш д’Артоа (1248 – 1302), дъщеря на Робер I, граф Артоа и Матилда Брабантска (1224 — 1288), дъщеря на брабантския херцог Хайнрих II. Бланш е племенница на Луи IX, крал на Франция. Така той се оказва обкръжен от французи в международната политика.

### Деца и наследство
Младият Тибо, единствен син на Анри, пада при нещастен случай от стената на строящия се замък Естела през 1273 година. Анри недълго преживява своя син. С неговата смърт мъжката линия на Шампанския дом се пресича. Законен наследник става неговата тригодишна дъщеря Жана I Наварска с майка ѝ Бланш д’Артоа в качество на регент.
На 6 август 1284 13-годишната Жана се омъжва за наследника на френския престол Филип, който след година става крал Филип IV. Този брак дава възможност за присъединяване към кралския домен Шампан, а така привежда към първото обединение на Франция и Навара в рамките на лична уния (до 1328 г.).

## Анри в литературата
В „Божествена комедия“, Данте Алигиери, като млад съвременник, вижда духа на Анри зад пределите на вратите на Чистилището, където той стои в група с други европейски монарси от 13 век. Анри не се споменава поименно, но е назован „добро лице“ и „баща и тъст на френския тиранин“.